# Pachypodium baronii
Pachypodium baronii ist eine Pflanzenart aus der Gattung Pachypodium in der Familie der Hundsgiftgewächse (Apocynaceae).

## Beschreibung
Pachypodium baronii ist eine ausdauernde Pflanze. Ihr breit flaschenförmiger Stamm wird 0,5 bis 2 m hoch und besitzt graugrüne, kräftige, aufstrebende Zweige. Die paarweise stehenden Dornen sind breit konisch geformt und werden 6 bis 8 mm lang. Die Laubblätter sind elliptisch bis verkehrt lanzettlich geformt. Sie werden 5 bis 15 cm lang, 4,5 bis 6 cm breit und sind an der Unterseite behaart. Die Blattstiele sind kurz.
Die auffälligen Blüten sind leuchtend rot gefärbt und weisen im Zentrum ein weißes Auge auf. Sie sind schmal röhrenförmig geformt, messen etwa 5 cm im Durchmesser und werden 5,5 cm lang.
Die kleinen Früchte werden etwa 5 cm lang und messen 6 bis 8 mm im Durchmesser. Sie enthalten rosabraune Samen, deren Durchmesser 6 bis 7 mm beträgt.

## Vorkommen und Gefährdung
Die Art ist endemisch im Norden Madagaskars verbreitet.
Die Art steht auf der Roten Liste der IUCN und gilt als stark gefährdet (Endangered).

## Systematik
Die Erstbeschreibung der Art erfolgte 1907 durch Julien Noël Costantin und Désiré Georges Jean Marie Bois.
Innerhalb der Art können zwei Varietäten unterschieden werden:
- Pachypodium baronii var. baronii
- Pachypodium baronii var. windsorii (Poiss.) Pichon: Sie wird von manchen Autoren auch als eigene Art angesehen: Pachypodium windsorii Poiss.[1]